# Río Nevado (Corcovado)
El río Nevado es un curso natural de agua que nace en la Región de Los Lagos, fluye en dirección general oeste y desemboca en el río Corcovado.

## Trayecto
El río nace principalmente en los glaciares que cubren las laderas sur de la divisoria de aguas con el lago Yelcho. Recibe desde el norte un afluente de 12 km, "río del Norte" en el mapa de Risopatrón, que también se alimenta de los glaciales.

## Historia
El río Nevado fue explorado a fines del siglo XIX por Paul Krüger, contemporáneo de Hans Steffen. La bitácora de su viaje fue publicada en 1909 en Alemania.
Luis Risopatrón describió el río en 1924:: 255 
Nevado (Río). Es de aguas pardas i frías, nace de un ventisquero de 800 m de ancho, tiene gran caudal, considerable profundidad, impetuosa corriente i muchos rápidos en sus diversos brazos, que se separan, se juntan i cambian de lugar; corre en un valle ancho i salvaje en dirección al W, para afluir, con 50 m de ancho, en la márjen N del río Corcovado. De un segundo ventisquero situado más al N, le viene un afluente que forma un salto de 200 m de altura..